# Kościół św. Antoniego Padewskiego w Bugojnie
Kościół św. Antoniego Padewskiego – rzymskokatolicka świątynia parafialna w bośniackim mieście Bugojno. Kościołem opiekują się Franciszkanie.

## Historia
W 1844 roku założono kaplicę domową będącą filią parafii Gornji Vakuf. Kościół wzniesiono w 1854 roku, a w 1858 powołano parafię. Budowę obecnej świątyni rozpoczęto w 1879 roku, a ukończono w 1886. W 1936 wzniesiono nową dzwonnicę według projektu Karela Paříka, a w 1967 zbudowano dom parafialny. 11 września 1992 roku dzwonnica spłonęła, odbudowano ją siedem lat później.

## Architektura i wyposażenie
Świątynia neorenesansowa, trójnawowa, posiadająca układ bazylikowy. Ołtarz główny wykonał austriacki rzeźbiarz Franz Schmalzl. Cztery witraże wykonał Stane Kregar w latach sześćdziesiątych XX wieku, pozostałe zainstalowano w 1990 roku. Na emporze znajdują się 27-głosowe organy z 1979 roku, a na wieży kościelnej zawieszone są trzy dzwony.